# Proerésio
Proerésio (em latim: Proaeresius) foi um sofista romano do começo do século IV, ativo no reinado dos imperadores Constâncio II (r. 337–361), Juliano, o Apóstata (r. 361–363), Valentiniano I (r. 364–375) e Valente (r. 364–378).

## Vida
Proerésio era um cristão nativo de Cesareia Mázaca, na Capadócia, oriundo de uma família nativa da Armênia Oriental. Seu pai era Pancrácio e ele casou-se com Anficleia de Trales com quem teve duas filhas de nome desconhecido que morreu jovens. Proerésio iniciou seus estudos em Antioquia sob Ulpiano e então foi para Atenas, onde estudou sob Juliano. Com a morte de Juliano, ele tornou-se professor em Atenas e seus pupilos eram oriundos do Ponto, Ásia e Egito; Basílio de Cesareia e Gregório de Nazianzo foram alguns deles.
A habilidade de Proerésio gerou inveja entre outros sofistas e seus rivais removeram-o da cidade, mas logo foi reconvocado. Em ou pouco de de 343, foi convidado à corte imperial em Augusta dos Tréveros (atual Tréveris) na Gália pelo imperador Constante I (r. 337–350) onde foi muito honrado e também visitou Roma onde uma estátua sua foi erigida. Constante também conferiu-lhe o título honorário de prefeito pretoriano.
Anatólio ficou muito impressionado com Proerésio quando visitou Atenas em 357/60. Quando Juliano ascendeu ao trono imperial, ele perdeu seu posto oficial de professor na cidade por ser cristão. Ele tinha 87 anos em 361/362, quando Eunápio visitou Atenas e morreu cerca de cinco anos depois (366/367 ou 367/368) após ele deixar a cidade. Um epitáfio foi composto por Gregório de Nazianzo e uma oração fúnebre foi produzida por Diofanto de Atenas.